# Urijah Faber
Urijah Christopher Faber (Isla Vista, 14 de maio de 1979) é um lutador de artes marciais mistas norte-americano que compete, atualmente, no peso-galo do Ultimate Fighting Championship. Faber é um ex-Campeão Peso-Pena do WEC, no  WEC 19 em 17 de março de 2006 e detinha o título há mais de dois anos, até sua derrota para Mike Brown em WEC 36 em 05 de novembro de 2008. Disputou 3 vezes o cinturão peso galo do UFC, perdendo em tais ocasiões.

## Início da vida
Faber nasceu em 14 de maio de 1979, em Isla Vista, California, de Theo e Suzanne Faber, e cresceu em Lincoln. Ele é de descendência holandesa do seu lado pai e descendência italiana ao seu lado mãe. Ele foi para Middle School Glen Edwards Jr. e  High School Lincoln para o ensino médio. Ele tem dois irmãos, um irmão mais velho chamado Ryan e uma irmã mais nova chamada Michaella. Sua irmã quase morreu após um acidente de carro de Ação de Graças de 2011. Faber graduou-se na Universidade da Califórnia em Davis com uma licenciatura em desenvolvimento humano .

## Carreira no MMA
Faber fez sua estreia no MMA profissional como parte da promoção Gladiator Challenge em 12 de novembro de 2003, derrotando Jay Valencia por um guilhotina em 1:22 do round 1. Em seguida, derrotou George Adkins por nocaute técnico (socos) em 12 de fevereiro de 2004, ganhando um tiro no GC Bantamweight campeão, David Velasquez. Em 6 de junho de 2004, Faber derrotou por decisão unânime Velasquez, se tornando o novo campeão GC Bantamweight.
Em sua primeira defesa do título, Faber derrotou Del Hawkins por nocaute técnico (socos) aos 3:19 do primeiro round em 19 de agosto de 2004. Ao se mudar para KOTC, Faber derrotou Rami Boukai por decisão unânime em 24 de setembro de 2004, pouco mais de um mês após sua última luta. Em 14 de novembro de 2004, Faber derrotou Eben Kaneshiro por finalização (golpes) para ganhar o campeonato KOTC Bantamweight, co-segurando-a com o título GC Bantamweight. Em 13 de março de 2005, Faber fez seu retorno ao GC, derrotando David Granados por mata-leão às 2:13 do round 1. Em 7 de maio de 2005, ele defendeu seu cinturão KOTC pela primeira vez, derrotando Hiroyuki Abe por TKO (corte) em 2:37 do terceiro round.
Voltando ao GC em 10 de setembro de 2005, Faber teve sua primeira derrota, perdendo o campeonato GC Bantamweight para Tyson Griffin por nocaute técnico (socos) em: 05 segundos do round 3.
Em 29 de outubro de 2005, Faber defendeu o seu título KOTC novamente, derrotando Shawn Polarização por guilhotina às 1:24 do primeiro round.
Ele voltou a GC em 11 de dezembro de 2005, derrotando Charles Bennett por mata-leão em 4:38 do round 1. Faber, em seguida, lutou em um Major League TKO MMA evento em 8 de janeiro de 2006, enfrentando Ivan Menjivar. Faber venceu por desqualificação em 2:02 do segundo round, quando Menjivar conseguiu um chute ilegal para um Faber abatido.

### World Extreme Cagefighting
Em 17 de março de 2006, Faber competiu pela primeira vez na World Extreme Cagefighting, batendo Cole Escovedo com paralisação médicos no segundo round e vencer o WEC Campeonato Pena. Em 13 de maio de 2006, ele lutou pelo título KOTC Bantamweight pela terceira vez, derrotando Charlie Valencia por mata-leão em 3:09 do primeiro round. Faber, em seguida, retornou a GC 01 de julho de 2006 e derrotou Naoya Uematsu por nocaute técnico (socos) aos 3:35 do round 2 para recuperar o GC campeonato Bantamweight, assim, a realização de três títulos de uma só vez. Em 09 de setembro de 2006, derrotou Enoch Wilson por TKO (socos) aos 1:01 do segundo round. Em 28 de outubro, Faber voltou para KOTC e defendeu o seu título para a quarta e última vez, derrotando Bibiano Fernandes por nocaute técnico (corte) às 4:16 do round 1.
Faber mais tarde desocupou seus títulos KOTC e GC ao assinar um contrato com o WEC após ter sido comprada pela Zuffa em dezembro de 2006. Em  WEC 25: McCullough vs Cope em 20 de janeiro de 2007, Faber defendeu o seu título do WEC pluma pela primeira vez desde que venceu há dez meses antes, derrotando Joe Pearson por submissão (socos) aos 2:31 do primeiro round. Em  WEC 26: Condit vs Alessio em 24 de março de 2007, ele defendeu com sucesso seu título pela segunda vez ao derrotar Dominick Cruz por uma guilhotina aos 1:38 do 1º  round, a única perda no registro Cruz. Em  WEC 28: WrekCage em 03 de junho de 2007, Faber derrotou Farrar  por mata-leão a 3:19 do primeiro round. Em sua entrevista post-fight, Faber chamou o campeão do torneio middleweight K-1 Hero 2005 (154 lb) Norifumi Yamamoto, após esta luta, Faber fez uma pausa de seis meses entre as lutas, o mais longo de sua carreira. Ele voltou no  WEC 31: Faber vs Curran em 12 de dezembro de 2007, derrotando Jeff Curran por guilhotina em 4:34 do segundo round. Na estreia de Jens Pulver surgiu rumores de um combate pelo título entre Pulver e Faber. Eles tanto comentou nas entrevistas post-fight que eles queriam lutar uns contra os outros, e a partida foi assinado para 1 de junho de 2008 no  WEC 34: Faber vs Pulver. Faber e Pulver travaram uma batalha volta-e-vem constante, mas nenhum deles foi capaz de terminar e a luta foi o total de cinco rounds, pela primeira vez na carreira WEC Faber, os juízes marcou a luta por decisão unânime para Faber, 50-45, 50-44 e 50-44.

### Perder o título
Faber foi agendado para lutar com Mike Brown em WEC 36 em 10 de setembro de 2008, no Seminole Hard Rock Hotel and Casino]] em Hollywood (Flórida) entretanto, esta luta foi adiada devido à ameaça de furacão Ike e foi remarcada para 05 de novembro de 2008 no mesmo local. Faber foi derrotado por TKO em 2:23 do primeiro round.

### Estrada de volta para o título
Em 25 de janeiro de 2009, WEC 38 Faber lutou com Jens Pulver em uma revanche, com Faber vencendo por guilhotina em 1:34 do primeiro round. Pós-luta, Faber dirigiu ao campeão pluma WEC Mike Brown, que estava sentado no ringue e anunciou que queria uma chance de recuperar o título.  Quando Brown fez sua primeira defesa de título bem sucedido em WEC 39 em Corpus Christi, Texas, ele respondeu aos comentários de Faber, dizendo que uma revanche entre os dois era algo "que os fãs querem para ver". Faber foi derrotado uma segunda vez por Mike Brown frente ao WEC 41 em 07 de junho de 2009 por decisão unânime (49-46, 49-46 e 48-47) em ao seu público local em Sacramento. No início da luta, Faber quebrou a mão direita e depois deslocou o polegar esquerdo, recorrendo ao uso principalmente cotovelos e pontapés a partir de round 3. Imediatamente após a luta, Faber afirmou que, apesar da estreita (mas controversa, no entanto), a decisão, ele ainda gostaria mais uma luta contra Brown. Embora muita gente pensou incrível coração de Faber e performances em rounds 1, 3 e 5 fizeram o suficiente para vencer a luta, sofrendo os ferimentos nas mãos, no final dos rounds e controlando os rounds 3 e 5 com a perna precisa. No entanto Brown ganhou o round 2 e ganhou predominantemente round 4 de perto, que é o que os juízes achava que era mais importante para dar a vitória Brown por decisão.
Faber apareceu na WEC 43 como um comentador convidado e voltou a lutar em janeiro. Ele ganhou a luta contra Brazilian jiu-jitsu preta, Raphael Assunção, através de mata-leão no terceiro round em WEC 46, Com a vitória sobre a Assunção, Faber ganhou uma chance de lutar José Aldo para a Campeonato WEC pluma em 24 de abril, 2010 no WEC 48. Faber perdeu por decisão unânime.

### Mudança para os galos
Faber decidiu descer para Bantamweight após sua derrota para José Aldo no pena. Faber voltou para a galo contra o atacante japonês Takeya Mizugaki em 18 de agosto, 2010 at WEC 50. No entanto, Faber foi forçado a sair por causa de uma lesão. Faber derrotou Mizugaki via primeiro round com mata-leão em WEC 52, ganhando Submissão da Noite. Com a vitória sobre Mizugaki, Faber venceu sua nona luta WEC.

### Ultimate Fighting Championship
Em 28 de outubro de 2010, o WEC se juntou com o UFC, como parte da fusão, todos os lutadores do WEC migraram para competir nas duas novas categorias de peso.
Faber derrotou o ex-campeão dos Pesos Galos do WEC Eddie Wineland por decisão unânime em sua estreia no UFC em 19 de março de 2011, no UFC 128.
A revanche com Dominick Cruz, cuja única derrota foi para Faber em 2007, foi em 2 de julho de 2011 no UFC 132, no qual Faber perdeu por decisão unânime e a luta ganhou o prêmio de Luta da Noite.
Faber derrotou por finalização Brian Bowles no segundo round (guilhotina), ganhando o prêmio de Finalização da Noite. Após sua vitória no UFC 139, foi anunciado para ser o treinador no The Ultimate Fighter: Live contra Dominick Cruz. A terceira luta entre Faber e Cruz estava prevista para acontecer em 07 de julho de 2012 no UFC 148, porém Dominick Cruz se machucou e Faber lutou contra Renan Barão pelo cinturão interino dos Pesos Galos no UFC 149 no dia 21 de julho de 2012, nesta luta, Urijah foi derrotado por decisão unânime.
Faber derrotou Ivan Menjivar em 23 de fevereiro de 2013 no UFC 157 por finalização (mata leão de pé) no primeiro round.
Faber enfrentou Scott Jorgensen em 13 de abril de 2013 no The Ultimate Fighter: Team Jones vs. Team Sonnen Finale. Faber venceu por finalização (mata leão) no quarto round
Faber enfrentou o brasileiro Iuri Alcântara em 17 de agosto de 2013 no UFC Fight Night: Shogun vs. Sonnen e venceu por decisão unânime.
Faber enfrentou o jovem e top da categoria dos galos Michael McDonald em 14 de Dezembro de 2013 no UFC on Fox: Johnson vs. Benavidez II. Faber deu um knockdown em McDonald com fortes socos e quando foi para o chão imprimiu bem seu jiu jitsu e finalizou McDonald com uma guilhotina no 2º round. A finalização ainda rendeu a Faber o prêmio de Finalização da Noite.
Com a lesão do campeão Dominick Cruz na luta contra o campeão interino Renan Barão, Faber foi chamado para substituir Cruz e enfrentar Barão em 1 de Fevereiro de 2014 no UFC 169, pelo Cinturão Peso Galo do UFC. Ele perdeu por nocaute técnico no primeiro round, em uma interrupção polêmica do árbitro Herb Dean, onde Faber parecia consciente, porém tomava golpes na cabeça sem tentar reagir.
Após a sua terceira derrota em disputa pelo Cinturão Peso Galo do UFC, Faber enfrentou Alex Caceres em 5 de Julho de 2014 no UFC 175. Ele derrotou Caceres por finalização no terceiro round.
Ele era esperado para enfrentar Masanori Kanehara em 20 de Setembro de 2014 no UFC Fight Night: Hunt vs. Nelson, no entanto, uma lesão o fez ser substituído por Alex Caceres.
Faber enfrentou Francisco Rivera em 6 de Dezembro de 2014 no UFC Fight Night: Faber vs. Assunção e o derrotou de forma polêmica, já que após acertar um golpe acidental no olho de Rivera e o atordoar, Faber deu sequência no adversário com ele reclamando de ter sido encostado no olho.
Faber era esperado para enfrentar o brasileiro Raphael Assunção em 21 de Março de 2015 no UFC Fight Night: Faber vs. Assunção, a luta é uma revanche da luta ocorrida no WEC 46, que Faber venceu por finalização. No entanto, uma lesão tirou Assunção da luta e consequentemente Faber também foi retirado do card.
Faber subiu de volta para os penas para enfrentar Frankie Edgar em 16 de Maio de 2015 no UFC Fight Night: Edgar vs. Faber e foi derrotado por decisão unânime, essa foi a primeira vez que Faber foi derrotado fora de uma luta pelo título.
Faber agora voltou aos galos e venceu por decisão unânime Frankie Saenz em 12 de Dezembro de 2015 no UFC 194.
Com uma vitória para cada lado, os arquirrivais Urijah Faber e Dominick Cruz se enfrentaram no UFC 199, no dia 4 de junho de 2016, em Los Angeles, disputando o título dos pesos-galos do UFC. E quem saiu vencedor foi Dominick Cruz, mantendo o cinturão por decisão unânime dos juízes (50-45, 50-45 e 49-46).

## Campeonatos e prêmios

### MMA
- King of the Cage
  - Campeão dos Pesos Galos (Uma vez)
  - Quatro defesas de título bem sucedidas
- World Extreme Cagefighting
  - Campeão dos Pesos Penas (Uma vez)
  - Cinco defesas de título bem sucedidas
  - Luta da Noite (Duas vezes)
  - Finalização da Noite (Três vezes)
  - Lutador com mais defesas de cinturão do WEC (Cinco)
- Ultimate Fighting Championship
  - Luta da Noite (Uma vez)
  - Finalização da Noite (Uma vez)
- World MMA Awards
  - Finalização do ano (contra Ivan Menjivar, no UFC 157) (2013) [2]

## Cartel no MMA
| Cartel no MMA       |             |             |
| 46 lutas            | 35 vitórias | 11 derrotas |
| Por nocaute         | 10          | 4           |
| Por finalização     | 17          | 0           |
| Por decisão         | 7           | 7           |
| Por desqualificação | 1           | 0           |

| Res.    | Cartel | Oponente          | Método                                 | Evento                                | Data                    | Round | Tempo | Local                     | Notas                                                       |
| ------- | ------ | ----------------- | -------------------------------------- | ------------------------------------- | ----------------------- | ----- | ----- | ------------------------- | ----------------------------------------------------------- |
| Derrota | 35-11  | Petr Yan          | Nocaute (chute na cabeça)              | UFC 245: Usman vs. Covington          | 14/12/2019              | 3     | 0:43  | Las Vegas, Nevada         |                                                             |
| Vitória | 35-10  | Ricky Simon       | Nocaute Técnico (socos)                | UFC Fight Night: de Randamie vs. Ladd | 13/07/2019              | 1     | 0:46  | Sacramento, Califórnia    | Retornou da aposentadoria. Performance da Noite.            |
| Vitória | 34-10  | Brad Pickett      | Decisão (unânime)                      | UFC on Fox: VanZant vs. Waterson      | 17/12/2016              | 3     | 5:00  | Sacramento, Califórnia    | Anunciou Aposentadoria.                                     |
| Derrota | 33-10  | Jimmie Rivera     | Decisão (unânime)                      | UFC 203: Miocic vs. Overeem           | 10/09/2016              | 3     | 5:00  | Cleveland, Ohio           |                                                             |
| Derrota | 33-9   | Dominick Cruz     | Decisão (unânime)                      | UFC 199: Rockhold vs. Bisping II      | 04 de junho de 2016     | 5     | 5:00  | Inglewood, Califórnia     | Pelo Cinturão Peso Galo do UFC.                             |
| Vitória | 33-8   | Frankie Saenz     | Decisão (unânime)                      | UFC 194: Aldo vs. McGregor            | 12 de dezembro de 2015  | 3     | 5:00  | Las Vegas, Nevada         |                                                             |
| Derrota | 32-8   | Frankie Edgar     | Decisão (unânime)                      | UFC Fight Night: Edgar vs. Faber      | 16 de maio de 2015      | 5     | 5:00  | Manila                    | Luta nos Penas.                                             |
| Vitória | 32-7   | Francisco Rivera  | Finalização (estrangulamento buldogue) | UFC 181: Hendricks vs. Lawler II      | 6 de dezembro de 2014   | 2     | 1:34  | Las Vegas, Nevada         |                                                             |
| Vitória | 31-7   | Alex Caceres      | Finalização (mata leão)                | UFC 175: Weidman vs. Machida          | 5 de julho de 2014      | 3     | 1:09  | Las Vegas, Nevada         |                                                             |
| Derrota | 30-7   | Renan Barão       | TKO (socos)                            | UFC 169: Barão vs. Faber II           | 1 de fevereiro de 2014  | 1     | 3:42  | Newark, Nova Jérsei       | Pelo Cinturão Peso Galo do UFC.                             |
| Vitória | 30-6   | Michael McDonald  | Finalização (guilhotina)               | UFC on Fox: Johnson vs. Benavidez II  | 14 de dezembro de 2013  | 2     | 3:22  | Sacramento, Califórnia    | Finalização da Noite.                                       |
| Vitória | 29-6   | Iuri Alcântara    | Decisão (unânime)                      | UFC Fight Night: Shogun vs. Sonnen    | 17 de agosto de 2013    | 3     | 5:00  | Boston, Massachusetts     |                                                             |
| Vitória | 28-6   | Scott Jorgensen   | Finalização (mata leão)                | The Ultimate Fighter 17 Finale        | 13 de abril de 2013     | 4     | 3:16  | Las Vegas, Nevada         |                                                             |
| Vitória | 27-6   | Ivan Menjivar     | Finalização (mata leão em pé)          | UFC 157: Rousey vs. Carmouche         | 23 de fevereiro de 2013 | 1     | 4:34  | Anaheim, Califórnia       | Finalização do Ano (2013).                                  |
| Derrota | 26–6   | Renan Barão       | Decisão (unânime)                      | UFC 149: Faber vs. Barão              | 21 de julho de 2012     | 5     | 5:00  | Calgary, Alberta          | Pelo Cinturão Interino Peso Galo do UFC.                    |
| Vitória | 26–5   | Brian Bowles      | Finalização (guilhotina)               | UFC 139: Shogun vs. Hendo             | 19 de novembro de 2011  | 2     | 1:27  | San José, Califórnia      | Se tornou o desafiante Nº1 ao Título; Finalização da Noite. |
| Derrota | 25–5   | Dominick Cruz     | Decisão (unânime)                      | UFC 132: Cruz vs. Faber II            | 2 de julho de 2011      | 5     | 5:00  | Las Vegas, Nevada         | Pelo Cinturão Peso Galo do UFC; Luta da Noite.              |
| Vitória | 25–4   | Eddie Wineland    | Decisão (unânime)                      | UFC 128: Shogun vs. Jones             | 19 de março de 2011     | 3     | 5:00  | Newark, Nova Jérsei       |                                                             |
| Vitória | 24–4   | Takeya Mizugaki   | Finalização Técnica (mata-leão)        | WEC 52                                | 11 de novembro de 2010  | 1     | 4:50  | Las Vegas, Nevada         | Retornou aos Galos; Finalização da Noite.                   |
| Derrota | 23–4   | José Aldo         | Decisão (unânime)                      | WEC 48                                | 24 de abril de 2010     | 5     | 5:00  | Sacramento, Califórnia    | Pelo Cinturão Peso Pena do WEC.                             |
| Vitória | 23–3   | Raphael Assunção  | Finalização (mata leão)                | WEC 46                                | 10 de janeiro de 2010   | 3     | 3:49  | Sacramento, Califórnia    | Finalização da Noite.                                       |
| Derrota | 22–3   | Mike Brown        | Decisão (unânime)                      | WEC 41                                | 7 de junho de 2009      | 5     | 5:00  | Sacramento, Califórnia    | Pelo Cinturão Peso Pena do WEC.                             |
| Vitória | 22–2   | Jens Pulver       | Finalização (guilhotina)               | WEC 38                                | 25 de janeiro de 2009   | 1     | 1:34  | San Diego, Califórnia     | Finalização da Noite.                                       |
| Derrota | 21–2   | Mike Brown        | TKO (socos)                            | WEC 36                                | 5 de novembro de 2008   | 1     | 2:23  | Hollywood, Flórida        | Perdeu o Cinturão Peso Pena do WEC.                         |
| Vitória | 21–1   | Jens Pulver       | Decisão (unânime)                      | WEC 34                                | 1 de junho de 2008      | 5     | 5:00  | Sacramento, Califórnia    | Defendeu o Cinturão Peso Pena do WEC; Luta da Noite.        |
| Vitória | 20–1   | Jeff Curran       | Finalização (guilhotina)               | WEC 31                                | 12 de dezembro de 2007  | 2     | 4:34  | Las Vegas, Nevada         | Defendeu o Cinturão Peso Pena do WEC.                       |
| Vitória | 19–1   | Chance Farrar     | Finalização (mata leão)                | WEC 28                                | 3 de junho de 2007      | 1     | 3:19  | Las Vegas, Nevada         | Defendeu o Cinturão Peso Pena do WEC.                       |
| Vitória | 18–1   | Dominick Cruz     | Finalização (guilhotina)               | WEC 26                                | 24 de março de 2007     | 1     | 1:38  | Las Vegas, Nevada         | Defendeu o Cinturão Peso Pena do WEC.                       |
| Vitória | 17–1   | Joe Pearson       | Finalização (socos e cotoveladas)      | WEC 25                                | 25 de janeiro de 2007   | 1     | 2:31  | Las Vegas, Nevada         | Defendeu o Cinturão Peso Pena do WEC.                       |
| Vitória | 16–1   | Bibiano Fernandes | TKO (inter. médica)                    | KOTC: All Stars                       | 28 de outubro de 2006   | 1     | 4:16  | Reno, Nevada              | Defendeu o Título Peso Galo do KOTC; Depois vagou o título. |
| Vitória | 15–1   | Enoch Wilson      | TKO (inter. médica)                    | FCP: Malice at Cow Palace             | 9 de setembro de 2006   | 2     | 1:01  | San Francisco, Califórnia |                                                             |
| Vitória | 14–1   | Naoya Uematsu     | TKO (socos)                            | GC 51: Madness at the Memorial        | 1 de julho de 2006      | 2     | 3:35  | Sacramento, Califórnia    |                                                             |
| Vitória | 13–1   | Charlie Valencia  | Finalização (mata leão)                | KOTC: Predator                        | 13 de maio de 2006      | 1     | 3:09  | Globe, Arizona            | Defendeu o Cinturão dos Pesos Galos do KOTC.                |
| Vitória | 12–1   | Cole Escovedo     | TKO (inter. do córner)                 | WEC 19                                | 17 de março de 2006     | 2     | 5:00  | Lemoore, Califórnia       | Ganhou o Cinturão Peso Pena do WEC.                         |
| Vitória | 11–1   | Ivan Menjivar     | DQ (chute ilegal)                      | TKO 24: Eruption                      | 28 de janeiro de 2006   | 2     | 2:02  | Laval, Quebec             | Faber foi chutado enquanto estava no chão.                  |
| Vitória | 10–1   | Charles Bennett   | Finalização Técnica (mata leão)        | GC 46: Avalanche                      | 11 de dezembro de 2005  | 1     | 4:38  | Coarsegold, Califórnia    |                                                             |
| Vitória | 9–1    | Shawn Bias        | Finalização (guilhotina)               | KOTC: Execution Day                   | 29 de outubro de 2005   | 1     | 1:24  | Reno, Nevada              | Defendeu o Cinturão dos Pesos Galos do KOTC.                |
| Derrota | 8–1    | Tyson Griffin     | TKO (socos)                            | GC 42: Summer Slam                    | 10 de setembro de 2005  | 3     | 0:05  | Lakeport, Califórnia      | Pelo Título Peso Leve do Gladiator Challenge.               |
| Vitória | 8–0    | Hiroyuki Abe      | TKO (corte)                            | KOTC: Mortal Sins                     | 7 de maio de 2005       | 3     | 2:37  | Primm, Nevada             | Defendeu o Cinturão dos Pesos Galos do KOTC.                |
| Vitória | 7–0    | David Granados    | Finalização (mata leão)                | GC 35: Cold Fury                      | 13 de março de 2005     | 1     | 2:13  | Porterville, Califórnia   |                                                             |
| Vitória | 6–0    | Eben Kaneshiro    | Finalização (socos)                    | KOTC: Revenge                         | 14 de novembro de 2004  | 3     | 4:33  | San Jacinto, Califórnia   | Ganhou o Cinturão dos Pesos Galos do KOTC.                  |
| Vitória | 5–0    | Rami Boukai       | Decisão (majoritária)                  | KOTC: San Jacinto                     | 24 de setembro de 2004  | 2     | 5:00  | San Jacinto, Califórnia   |                                                             |
| Vitória | 4–0    | Del Hawkins       | TKO (socos)                            | GC 30: Gladiator Challenge 30         | 19 de agosto de 2004    | 1     | 3:19  | Colusa, Califórnia        |                                                             |
| Vitória | 3–0    | David Velasquez   | Decisão (unânime)                      | GC 27: FightFest 2                    | 3 de junho de 2004      | 3     | 5:00  | Colusa, Califórnia        |                                                             |
| Vitória | 2–0    | George Adkins     | TKO (inter. do corner)                 | GC 22: Gladiator Challenge 22         | 12 de fevereiro de 2004 | 2     | 2:42  | Colusa, Califórnia        |                                                             |
| Vitória | 1–0    | Jay Valencia      | Finalização (guilhotina)               | GC 20: Gladiator Challenge 20         | 12 de novembro de 2003  | 1     | 1:22  | Colusa, Califórnia        |                                                             |